# Knight Move
Pour les articles homonymes, voir Knight.
Knight Move est un jeu vidéo de puzzle sorti en 1990 sur Famicom Disk System, puis porté sur Windows en 1995 sous le nom Knight Moves. Le jeu a été conçu par Alexey Pajitnov, plus connu pour être le créateur du jeu Tetris.